# Chandler (Texas)
Chandler è un comune (city) degli Stati Uniti d'America della contea di Henderson nello Stato del Texas. La popolazione era di 2.734 abitanti al censimento del 2010.

## Geografia fisica
Secondo lo United States Census Bureau, la città ha una superficie totale di 16,06 km², dei quali 15,72 km² di territorio e 0,34 km² di acque interne (2,13% del totale).

## Storia
L'area, originariamente abitata dalla tribù dei Caddo, fu colonizzata nel 1859.

## Società

### Evoluzione demografica
Secondo il censimento del 2010, la popolazione era di 2.734 abitanti.

### Etnie e minoranze straniere
Secondo il censimento del 2010, la composizione etnica della città era formata dall'86,69% di bianchi, il 9,33% di afroamericani, lo 0,48% di nativi americani, l'1,06% di asiatici, lo 0% di oceanici, lo 0,99% di altre razze, e l'1,46% di due o più etnie. Ispanici o latinos di qualunque razza erano il 2,67% della popolazione.